# Anti-géorgisme

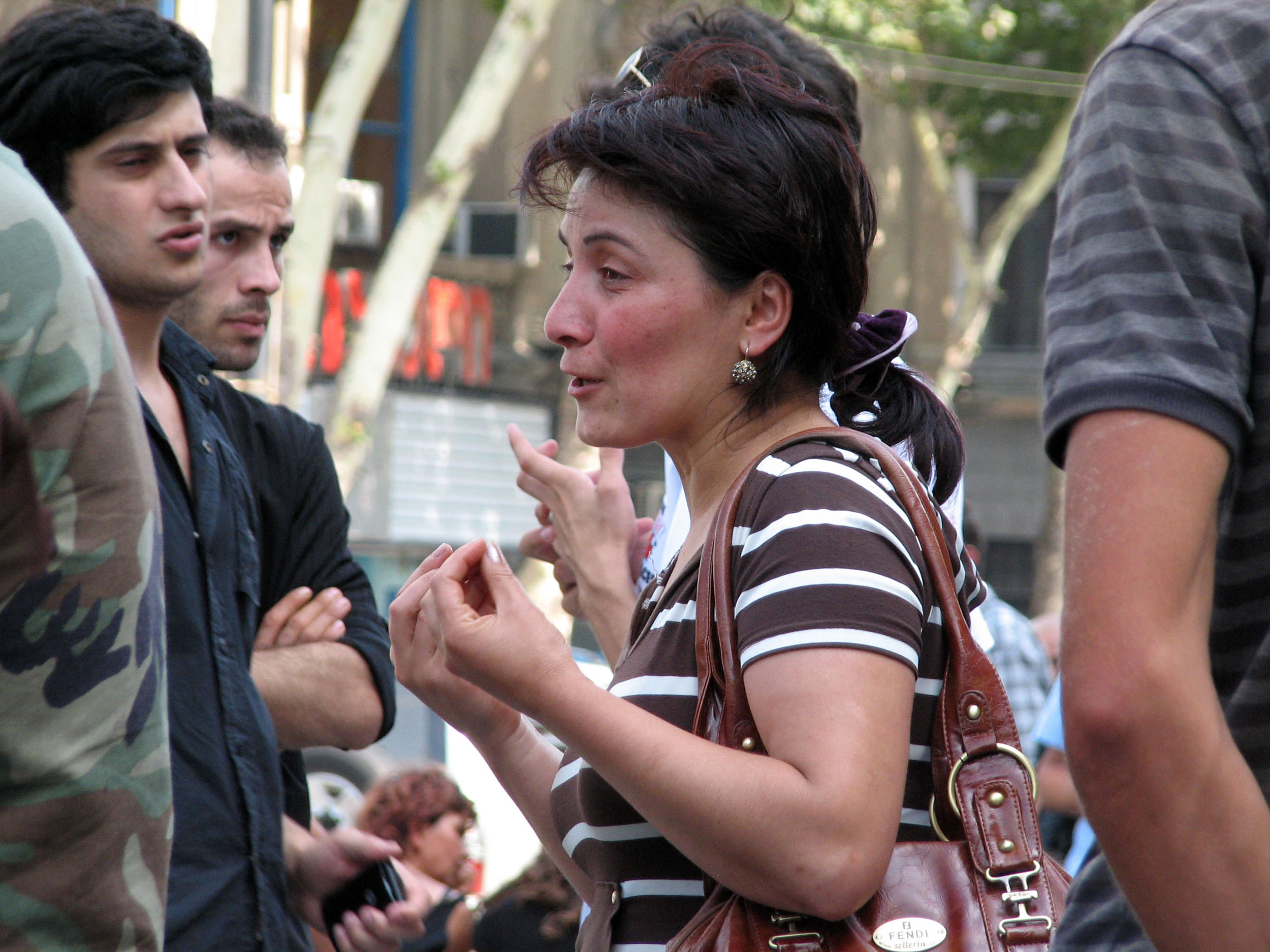
Des Géorgiens d'Ossétie du Sud demandant de l'aide aux abords du parlement, à Tbilissi.

L'anti-géorgisme, également connu sous le nom de Kartvelophobie, fait référence à l'aversion, à la haine ou à la persécution des Géorgiens, du pays de Géorgie ou de la culture géorgienne.

## Arménie
Selon un sondage réalisé en Arménie en juillet 2007, la Géorgie était considérée comme une menace politique et économique par 12 % des personnes interrogées, tandis que 9 % la considéraient comme un partenaire important. Selon un sondage de 2013, une majorité de personnes interrogées s'opposaient au mariage des femmes avec des Géorgiens (70 % de désapprobation contre 29 % d'approbation). En revanche, une majorité approuve le fait de faire des affaires avec des Géorgiens (67 % contre 31 %).

## Azerbaïdjan
Selon un sondage de 2013, une majorité de personnes interrogées en Azerbaïdjan s'opposaient au mariage des femmes avec des Géorgiens (94 % de désapprobation contre 5 % d'approbation). En revanche, une majorité approuve le fait de faire des affaires avec des Géorgiens (78 % contre 20 %).

## Ossétie du Sud
Au cours de la guerre russo-géorgienne de 2008, une expulsion des Géorgiens en Ossétie du Sud a eu lieu, mené par les nationalistes ossètes « du Sud » et les forces russes dans le territoire occupé de la région de Tskhinvali, également connue sous le nom d'Ossétie du Sud.

## Abkhazie
Des émeutes anti-géorgiennes et antisoviétiques ont eu lieu en Abkhazie pendant la période soviétique en 1957, 1967 et 1979. Les rapports faisant état de ces incidents ont été largement étouffés jusqu'à la fin des années 1980.
Pendant la guerre de 1992-1993, les Géorgiens de souche ont été victimes d'un nettoyage ethnique perpétré par le gouvernement séparatiste abkhaze.